# أولغا روتاري
أولغا روتاري ((بالروسية: Ольга Ротарь)‏، (بالإنجليزية: Olga Rotari)‏) هي عازفة البيانو وموسيقي الحجرة من مواليد 25 يوليو 1989، جمهورية مولدوفا.

## سيرة شخصية
بدأت أولغا روتاري العزف على البيانو في سن السادسة. في البداية بدأت دراساتها في العزف على البيانو مع الموسيقية ناتاليا ديمشا "наталья димча" وفي سن 15، التحقت بأكاديمية أنطون روبنشتاين للموسيقى في تيراسبول، مولدوفا. وسعياً لتلقي دراسات عليا، انتقلت إلى تركيا. وانتسبت إلى معهد جامعة اسطنبول الحكومي تحت إشراف البروفيسور د. جانا غورمن. في عام 2012، تخرجت بدرجة البكالوريا في الموسيقى في أداء البيانو. حضرت دروسًا متقدمة وبحلول عام 2017، حصلت على درجة الماجستير في الموسيقى في أداء البيانو بعد نشر أطروحة بعنوان: «فحص نسخ البيانو وإعادة صياغته التي كتبها فرانز ليزت على الأوبرا».
في عام 2020، انضمت إلى صفوف الموسيقيين المشهورين مثل السير سايمون راتل، جوديث وير CBE، جون مكابي كعضو في جمعية الموسيقيين المدمجة، وهي الهيئة المهنية في المملكة المتحدة للموسيقيين ورابطة المواد الموسيقية.
لا تشتهر أولجا بكونها عازفة بيانو كلاسيكية منفردة فحسب، بل تشتهر أيضًا بموسيقى الحجرة. والأداء الثنائي بالتعاون مع فنانين آخرين مثل توتو أيدن أوغلو.

## المنافسة والجوائز
صعدت إلى الصدارة بعد فوزها بالمسابقة السادسة عشرة لموسيقى الحجرة الدولية للموسيقيين الشباب في غرفة نادي معمار سنان للروتاري بإدرنه. تلاه الفوز بثلاث مسابقات رئيسية في عام 2016: ورثة أورفيوس في بلغاريا، ونجوم في تينيريفي في إسبانيا، والألعاب النارية الموسيقية في بادن فورتمبيرغ - ألمانيا. وفي عام 2018، فازت بجائزة الألعاب النارية الموسيقية في بادن فورتمبيرغ - ألمانيا 2018.

## العروض الفردية وحجرة الموسيقى
- جامعة غلطة سراي - اسطنبول، تركيا
- كونسرفتوار جامعة إسطنبول الحكومي - اسطنبول، تركيا
- السويد، القنصلية العامة لليابان - اسطنبول، تركيا
- نوتردام دي سيون - اسطنبول، تركيا
- مركز ميديكا الثقافي - اسطنبول، تركيا
- Zorlu PSM - اسطنبول، تركيا
- مركز يلدغيرمني للثقافة والفنون - اسطنبول، تركيا
- القاعة الرئيسية لمركز كاديبوستان للثقافة والفنون - اسطنبول، تركيا
- صالة الأوبرا السورية - اسطنبول، تركيا
- جامعة غلطة سراي - اسطنبول، تركيا
- مؤتمر جامعة إسطنبول والمركز الثقافي - اسطنبول، تركيا

## المهرجانات والأحداث
- مهرجان بيرا الدولي للبيانو - بيوغلو، تركيا.
- مهرجان أنطاليا الدولي للبيانو - أنطاليا، تركيا.
- الحجرة الدولية للموسيقيين الشباب في غرفة نادي معمار سنان للروتاري بإدرنه - أدرنة، تركيا.
- أكاديمية الموسيقى البافارية - ماركت أوبردورف، ألمانيا.
- جوقة غرفة إسطنبول الدولية 11 مايو 2011 في اسطنبول، تركيا.[10]
- حدث موسيقي ألماني عابر للأزمان في مركز كاديبوستان الثقافي.[11]
- حفلات البيانو - حفل مركز كاديبوستان الثقافي.[12]
- الحائز على جائزة المسابقات الدولية في مقابلة تلفزيونية على قناة ATV.[13]

## روابط خارجية
- موقع أولجا روتاري الرسمي
- المسابقة الدولية «الألعاب النارية الموسيقية في بادن فورتمبيرغ» في ألمانيا
- مهرجان بيرا الدولي للبيانو
- مهرجان أنطاليا الدولي للبيانو
- أكاديمية الموسيقى البافارية